# Asymmetry
Asymmetry — третій студійний альбом австралійської групи Karnivool, який вийшов 19 липня 2013 року.

## Композиції
1. Aum - 2:22
2. Nachash - 4:50
3. A.M. War - 5:18
4. We Are - 5:55
5. The Refusal - 4:54
6. Aeons - 7:18
7. Asymmetry - 2:36
8. Eidolon - 3:45
9. Sky Machine - 7:49
10. Amusia - 0:54
11. The Last Few - 5:15
12. Float - 4:17
13. Alpha Omega - 7:57
14. Om - 3:51